# Radio-opera
Een radio-opera is een operagenre dat vanaf 1920, met de opkomst van de radio, speciaal voor uitzending op de radio gecomponeerd werd.
In tegenstelling met de opera's bedoeld voor theateruitvoering, leende dit genre zich uitstekend voor experimenten.
Voorbeelden van radio-opera's zijn oa.:
- Der Lindbergflug van Berthold Brecht, Kurt Weill en Paul Hindemith (1929)
- Columbus van Werner Egk (1932)
- Das Ende einer Welt van Hans Werner Henze (1953)